# Agugux
Agugux (Aguguq, Agu'gux, Agug'uq), Ovo je ime aleutskog boga stvoritelja. Agugux je bestjelesni duh koji inače nije personificiran u aleutskim pričama. Njegovo ime doslovno znači "Stvoritelj", a povezuje se sa suncem i istočnim smjerom.